# Brechmorhoga pertinax
Brechmorhoga pertinax là loài chuồn chuồn trong họ Libellulidae. Loài này được Hagen mô tả khoa học đầu tiên năm 1861.